# Náměstí Jana Palacha
Náměstí Jana Palacha (deutsch: Jan-Palach-Platz) liegt am rechten Moldauufer in der Prager Altstadt. Der große rechteckige Platz ist von bedeutenden öffentlichen Gebäuden wie dem Konzert- und Galeriehaus Rudolfinum, der Kunstakademie, dem Kunstgewerbemuseum und der Philosophischen Fakultät umgeben. Die Westseite des Platzes bildet das Moldauufer, das dem Betrachter einen Blick auf das beeindruckende Panorama der Prager Burg auf dem Hradschin und auf die Kleinseite am gegenüberliegenden Ufer bietet. In den Platz mündet die Straße Kaprova, die eine kurze Verbindung zum Altstädter Ring schafft.

## Geschichte

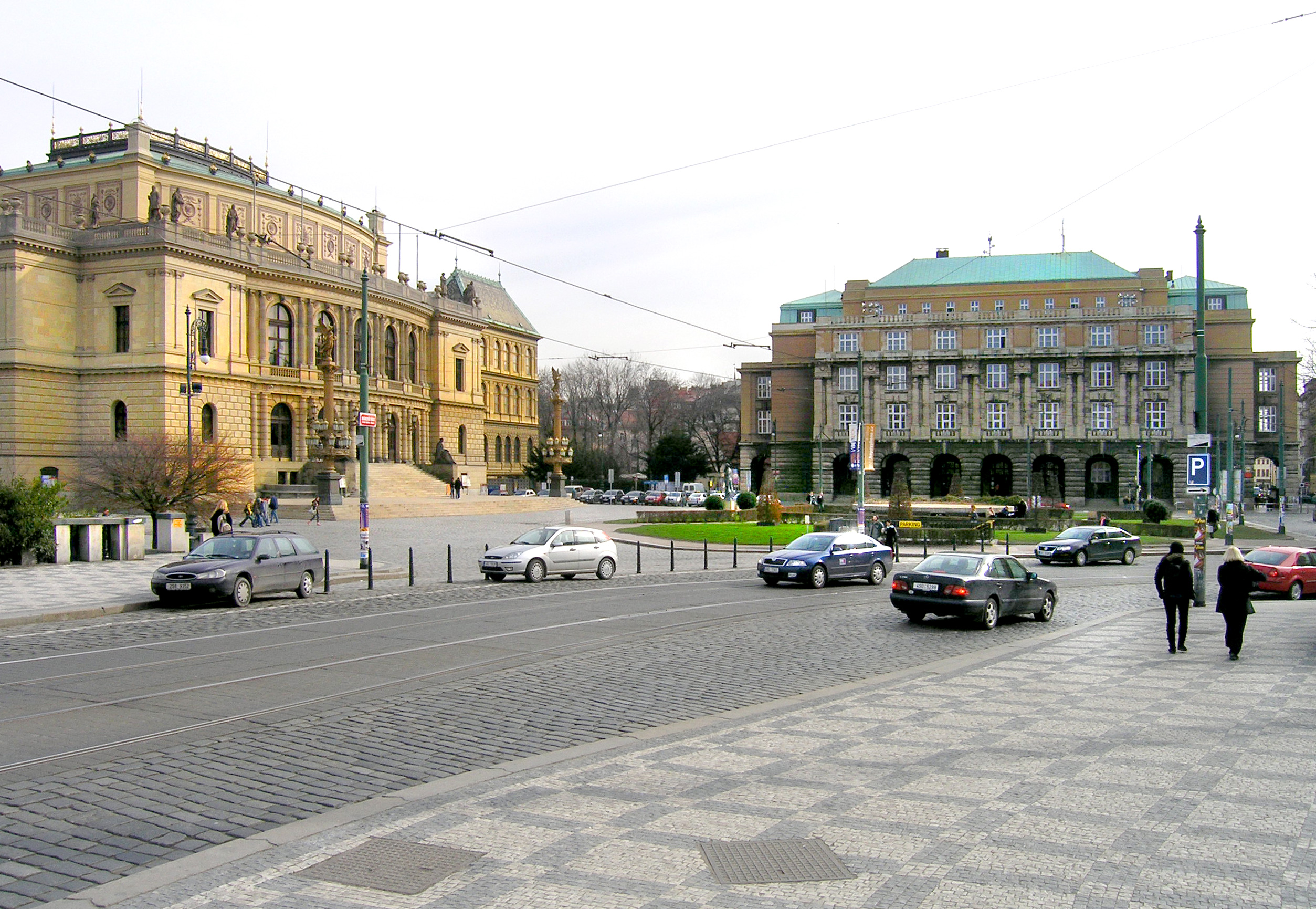
Náměstí Jana Palacha. Links Rudolfinum, rechts Philosophische Fakultät

Der Jan-Palach-Platz gehört zu den jüngsten Orten der Altstadt. Noch im 19. Jahrhundert war es ein leerer und öder Ort. Man nannte es Rejdiště (Tummelplatz) nach der Reitschule, die hier in den 1660er Jahren errichtet wurde – ein „Tummelplatz“ für die Pferde. Bewohner der Altstadt nutzten den Ort auch als Müllkippe, später hat man hier das sogenannte Spinnhaus gebaut – eine Manufaktur, in der Sträflinge Wolle verspinnen mussten. Auch das Haus des Henkers stand hier, ihn wollten die ehrbaren Prager Bürger nicht in ihrer Mitte wohnen haben.
Erst zum Ende des 19. Jahrhunderts nahm der Platz allmählich die heutige Gestalt an. Die ersten Vorschläge dazu erarbeiteten in den 1870er Jahren die Architekten Josef Zítek und Josef Schulz. Zuerst entstand am Ort der alten Reithalle das Konzert- und Galeriehaus Rudolfinum, später kamen die Akademie der bildenden Künste und das Kunstgewerbemuseum dazu. Das neoklassizistische Gebäude der Philosophischen Fakultät an der Ostseite folgte in den 1920er Jahren.
Zu Beginn des 19. Jahrhunderts konnte man von hier die Prager Kleinseite am gegenüberliegenden Moldauufer mit einer Fähre erreichen. In den 1860er Jahren hat man eine gusseiserne Fußgängerbrücke gebaut. Die heutige 186 Meter lange und 16 Meter breite Mánesbrücke (Mánesův most) wurde im Jahr 1914 fertiggestellt. Sie ist nach dem böhmischen Maler Josef Mánes benannt. Ein bronzenes Denkmal des Malers, Werk des Bildhauers Bohumil Kafka, steht am Moldauufer nördlich des Brückenkopfes.
Die Platzmitte ist parkähnlich gestaltet, hier wurde im Jahr 2000 eine Statue von Antonín Dvořák enthüllt. Der wohl bekannteste tschechische Komponist dirigierte im Rudolfinum im Jahr 1896 das erste Konzert der neuen Tschechischen Philharmonie und unterrichtete am nahegelegenen Prager Konservatorium. Viele seiner Werke wurden im Rudolfinum uraufgeführt.
An der südöstlichen Ecke des Platzes gibt es einen Ausgang von der Metrostation Staroměstská. Unter dem Platz befinden sich Tiefgaragen.

## Namen
Im Laufe der Geschichte wechselte der Platz mehrmals seinen Namen. Im 17. Jahrhundert bürgerte sich die Bezeichnung Rejdiště bzw. deutsch Tummelplatz ein. Nach der Thronbesteigung Kaiser Karls I. im Jahr 1916 gab man dem Platz den Namen náměstí císařovny Zity (Platz der Kaiserin Zita). In der Ersten Tschechoslowakischen Republik mochte man keine Erinnerungen an die ungeliebte Monarchie und benannte 1919 den Platz nach einem der größten tschechischen Komponisten Smetanovo náměstí (Smetana-Platz). Im Protektorat Böhmen und Mähren wurde der tschechische Komponist gegen einen österreichischen umgetauscht und der Platz erhielt den Namen Mozartplatz. Nach dem Krieg hieß er dann wieder Smetanovo náměstí.
Im Jahr 1952 hat die kommunistische Stadtverwaltung den Platz in náměstí Krasnoarmějců (Platz der Rotarmisten) umbenannt, weil hier 1945 einige gefallene Soldaten der Roten Armee begraben wurden (das Grab wurde später auf den Friedhof Olšany versetzt). Im Jahr 1989 bekam er schließlich den heutigen Namen, náměstí Jana Palacha (Jan-Palach-Platz). Jan Palach war Student der angrenzenden Philosophischen Fakultät. Er hatte sich im Januar 1969 aus Protest gegen die sowjetische Okkupation der Tschechoslowakei und die Passivität der Bevölkerung selbst verbrannt. Es ist eine Ironie der Namensgebung, dass auch die vorherige Bezeichnung Platz der Rotarmisten auf die Invasion der sowjetischen Armee hinwies, aber unter ganz anderen Umständen. Es war die sowjetische Armee, die im Mai 1945 half, Prag von den deutschen Nationalsozialisten zu befreien. Ihre Invasion im Jahr 1968 „befreite“ die Tschechoslowakei dagegen von der Reformbewegung des Prager Frühlings.

## Bedeutende Gebäude und Denkmäler

### Rudolfinum

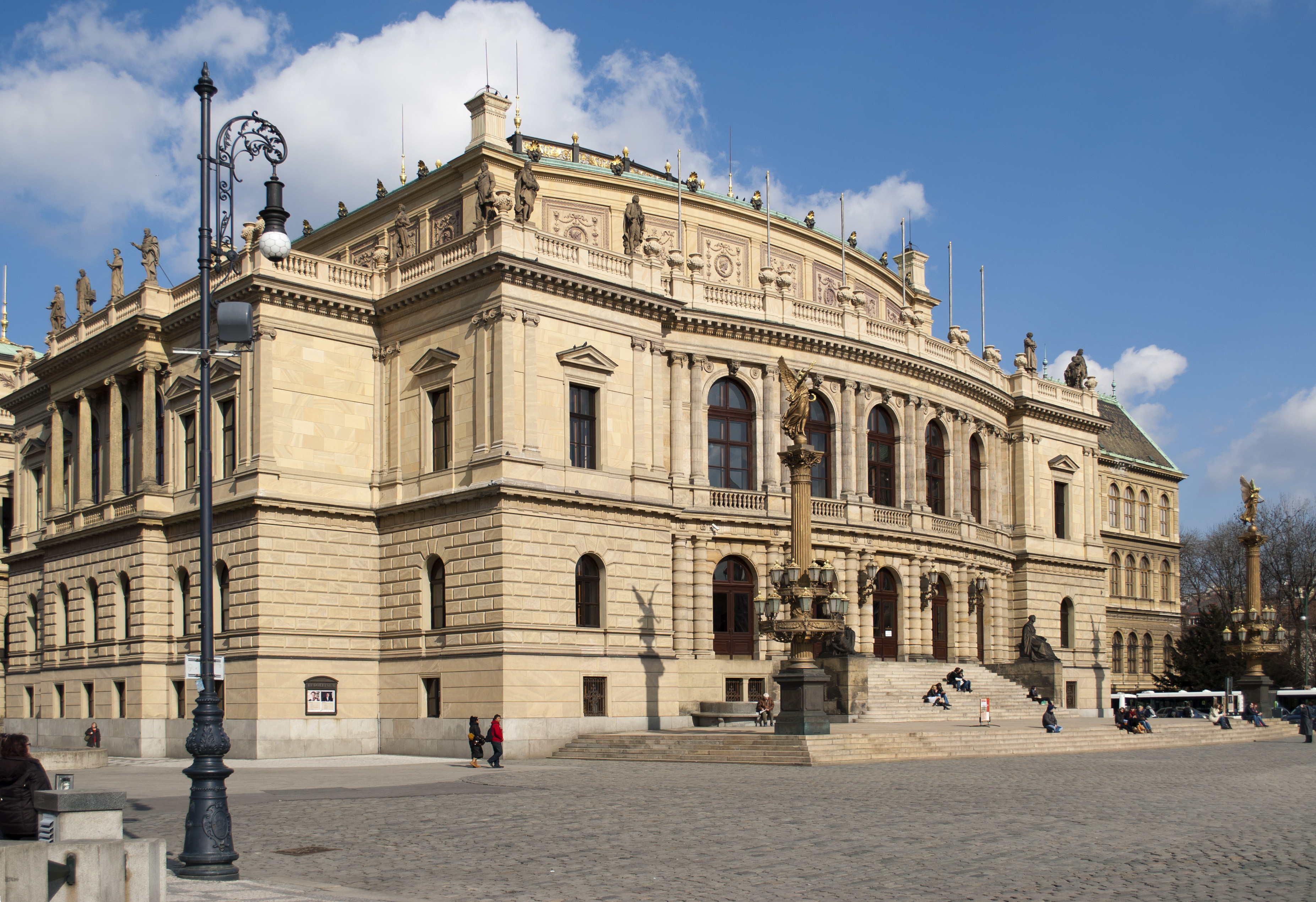
Rudolfinum

Der prächtige Neorenaissancebau auf der Nordseite des Platzes wurde in den Jahren 1876–1881 gebaut. Er ist ein Werk der Architekten Josef Zítek und Josef Schulz, die auch das Nationalmuseum und das Nationaltheater entwarfen. Zu Ehren des damaligen habsburgischen Kronprinzen und im Andenken an seinen kunstliebenden Vorfahren Kaiser Rudolf II. erhielt es den Namen Rudolfinum. Das Gebäude mit dem prunkvollen Dvořák-Saal ist Sitz der Tschechischen Philharmonie, es dient als Aufführungsort großer Konzerte und steht jedes Jahr im Zentrum des Musikfestivals Prager Frühling. Im hinteren, dem Jan-Palach-Platz abgewandten Gebäudeteil befindet sich eine Kunstgalerie mit wechselnden Ausstellungen vor allem der zeitgenössischen Kunst.

### Kunstgewerbemuseum

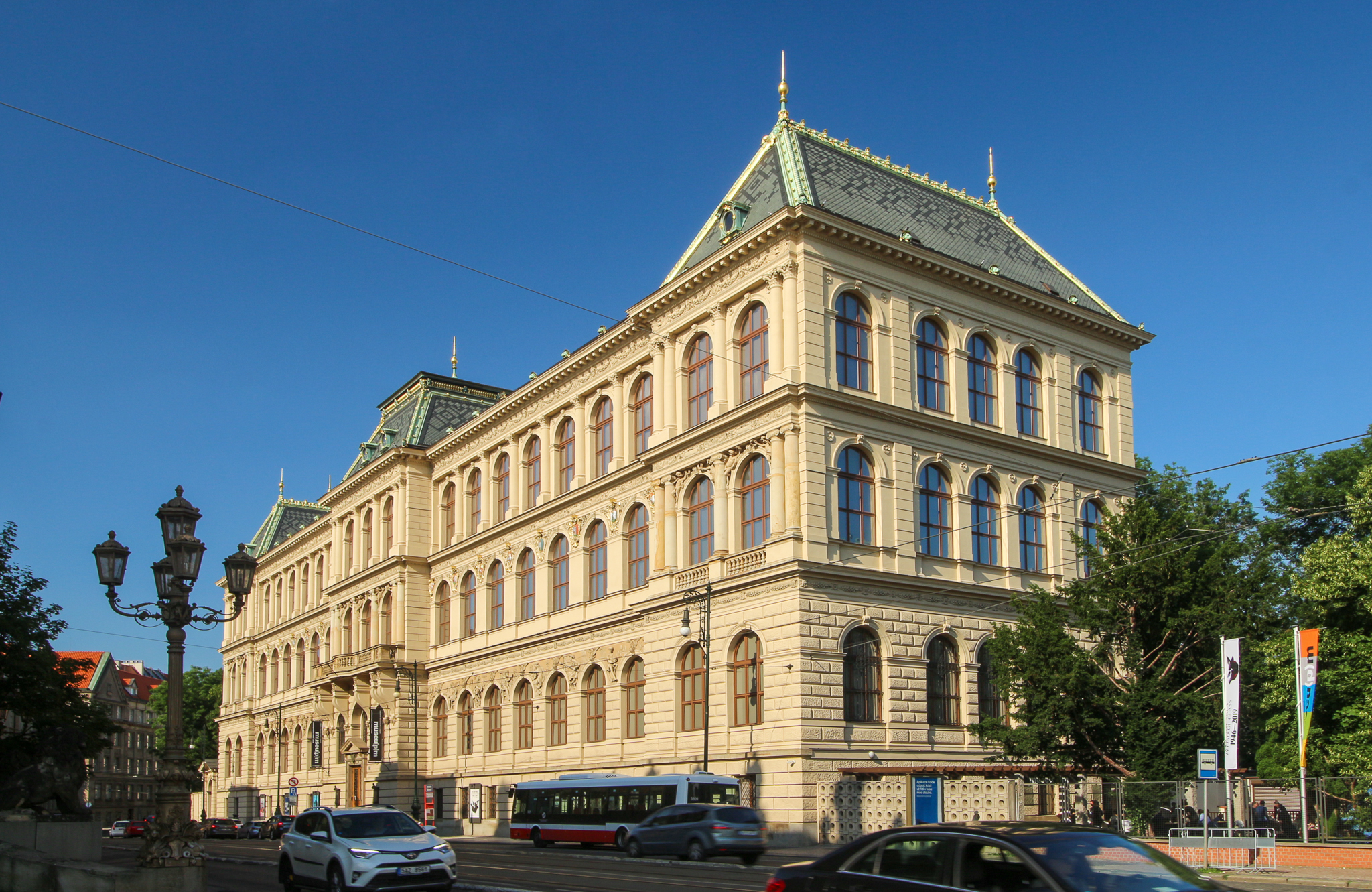
Kunstgewerbemuseum

An der nordöstlichen Ecke des Platzes steht das Prager Kunstgewerbemuseum (Uměleckoprůmyslové muzeum). Sein Haupteingang ist an der Straße 17. listopadu (Straße des 17. November). Der Neorenaissancebau des Architekten Josef Schulz wurde im Jahr 1900 feierlich eröffnet. Im Osten grenzt es direkt an den Alten Jüdischen Friedhof. Das Kunstgewerbemuseum beherbergt die umfangreichste Sammlung angewandter Kunst in Tschechien. Die Exponate stammen aus dem gesamten Zeitraum von der Spätantike bis in die Gegenwart. Außerdem befindet sich hier die größte tschechische Spezialbibliothek für Themen der Kunst und Kunstgeschichte.

### Philosophische Fakultät der Karls-Universität

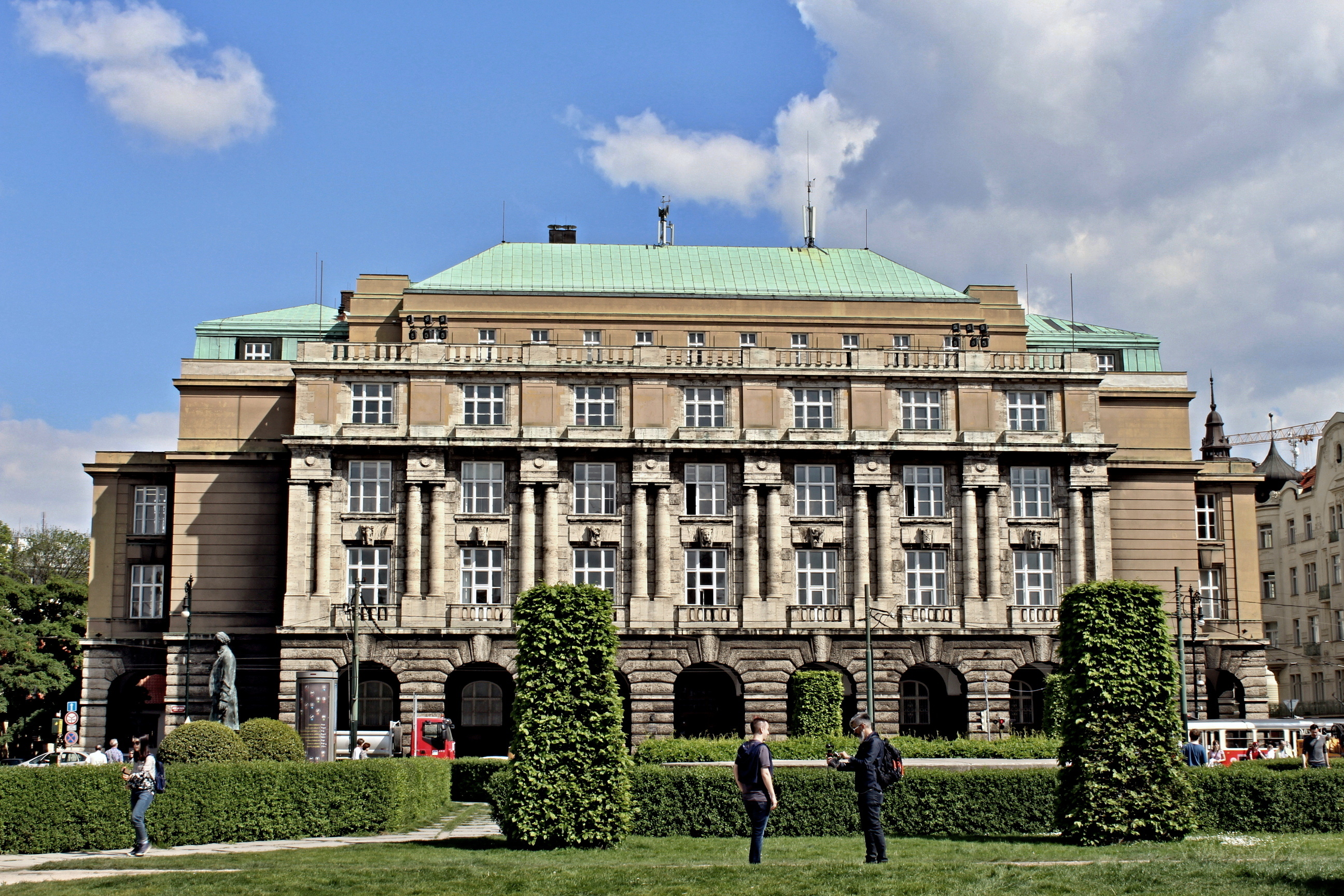
Philosophische Fakultät der Karls-Universität

Das neoklassizistische Gebäude an der Ostseite des Platzes wurde in den 1920er Jahren gebaut und ist seit 1929 Hauptsitz der Philosophischen Fakultät der Karls-Universität (Filosofická fakulta Univerzity Karlovy). An der zweitgrößten tschechischen Fakultät studieren über 8000 Studenten mehr als 70 Studienfächer und unterrichten über 700 Pädagogen.
An der Ecke zur Straße Široká befindet sich am Gebäude eine bronzene Gedenktafel mit der Totenmaske des Studenten Jan Palach. Die Totenmaske hat der Bildhauer Olbram Zoubek unmittelbar nach Palachs Tod im gerichtsmedizinischen Institut abgenommen. Die Aktion geschah im Geheimen und unbemerkt von den Beamten der Staatssicherheit.

### Akademie für Kunst, Architektur und Design

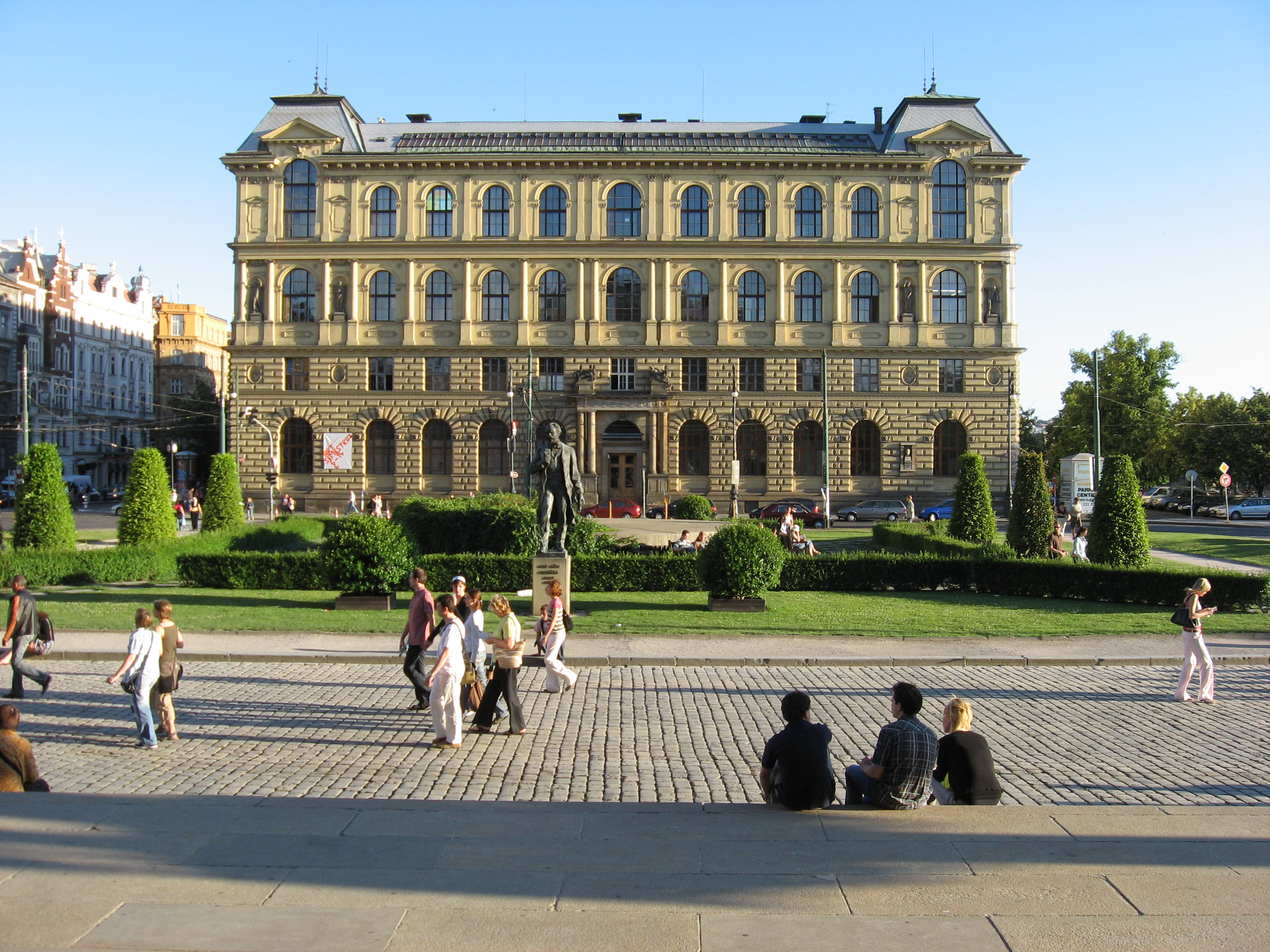
Akademie für Kunst, Architektur und Design

Die Südseite des Jan-Palach-Platzes begrenzt die Hauptfassade der Akademie für Kunst, Architektur und Design (Vysoká škola umělecko-průmyslová). Das Gebäude wurde in den Jahren 1882 bis 1885 gebaut.

### Jan-Palach-Denkmal

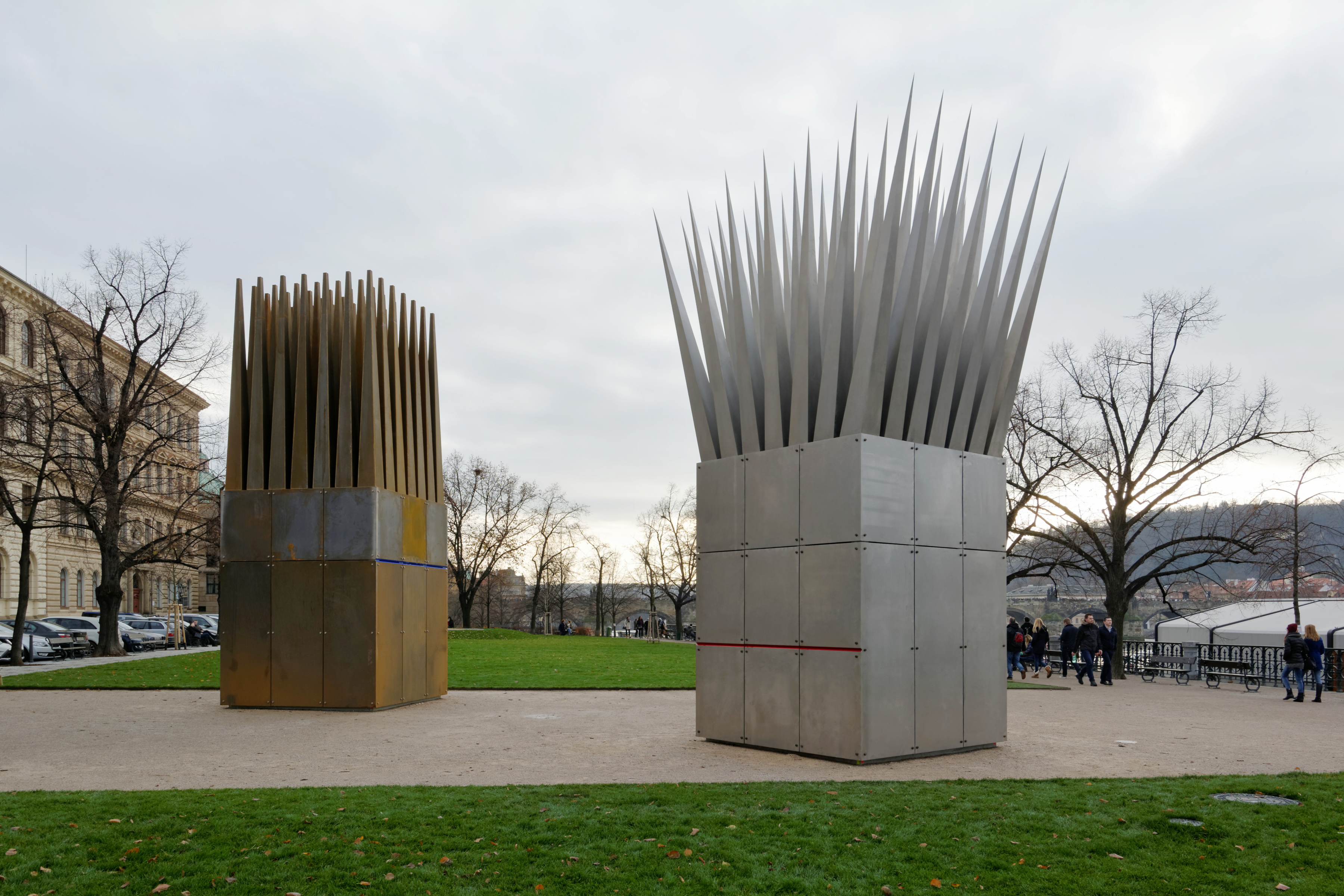
Jan-Palach-Denkmal

Südlich der Mánesbrücke steht am Platz ein Denkmal, das auf den tragischen Tod von Jan Palach erinnert. Das Skulpturenpaar genannt „Haus der Mutter und Haus des Sohnes“ ist ein Werk des amerikanischen Bildhauers John Hejduk. (Der englische Originaltitel lautet „The House of the Suicide and the House of the Mother of the Suicide“.) Der Bildhauer schenkte die Plastik bei seinem Prager Besuch im Oktober 1991 dem damaligen tschechoslowakischen Präsidenten Václav Havel und dem tschechoslowakischen Volk. Ein Model aus Holz wurde zuerst auf der Prager Burg aufgestellt. Im Jahr 2015 wurde das Kunstwerk mit den symbolischen Flammen schließlich aus Stahl gefertigt und am Moldauufer auf dem Jan-Palach-Platz aufgestellt. Im Januar 2016 wurde es feierlich enthüllt.